# Юспашян, Артур Араратович
Арту́р Арара́тович Юспашя́н (арм. Արթուր Արարատի Յուսպաշյան; 7 сентября 1989, Ереван, Армянская ССР, СССР) — армянский футболист, полузащитник. Периодически играл в линии обороны.

## Клубная карьера
Воспитанник футбольной школы «Пюник». В 2007 году отыграл сезон в дубле, после чего был переведён в основную команду. Умение играть в центре поля и в обороне делает Юспашяна основным игроков команды. С клубом завоевал чемпионские звания и Кубковые трофеи. В составе «Пюника» дебютировал в Лиге чемпионов 15 июля 2008 года в выездном матче против кипрского «Анортосиса», завершившегося поражением чемпиона Армении. Юспашян вышел на поле на 53-й минуте матча заменив Тиграна Карабахцяна.

## Карьера в сборной
Дебютировал 25 мая 2010 года в составе сборной Армении в товарищеском матче против сборной Узбекистана. Юспашян, как и большинство молодых игроков, вышел на замену. На 79-й минуте он заменил автора первого гола в ворота узбекской команды — Генриха Мхитаряна.

## Достижения

### Командные достижения
«Пюник»
- Чемпион Армении (4): 2008, 2009, 2010, 2014/15
- Серебряный призёр чемпионата Армении (1): 2011
- Обладатель Кубка Армении (5): 2009, 2010, 2012/13, 2013/14, 2014/15
- Обладатель Суперкубка Армении (3): 2010, 2011, 2015